# Ryunosuke Haga
Ryunosuke Haga –en japonés, 羽賀 龍之介, Haga Ryunosuke– (Nobeoka, 28 de abril de 1991) es un deportista japonés que compite en judo.
Participó en los Juegos Olímpicos de Río de Janeiro 2016, obteniendo una medalla de bronce en la categoría de –100 kg. Ha ganado una medalla de oro en el Campeonato Mundial de Judo de 2015.

## Palmarés internacional
| Juegos Olímpicos   | Juegos Olímpicos        | Juegos Olímpicos  | Juegos Olímpicos |
| Año                | Lugar                   | Medalla           | Categoría        |
| ------------------ | ----------------------- | ----------------- | ---------------- |
| 2016               | Río de Janeiro (Brasil) | Medalla de bronce | –100 kg          |
| Campeonato Mundial |                         |                   |                  |
| Año                | Lugar                   | Medalla           | Categoría        |
| 2015               | Astaná ( Kazajistán)    | Medalla de oro    | –100 kg          |